# مصطفى إقبال
مصطفى إقبال (21 سبتمبر 1988 في الإمارات العربية المتحدة - ) هو لاعب كريكت باكستاني.

## وصلات خارجية
- مصطفى إقبال على موقع إي آس بي آن كريك إنفو (الإنجليزية)